# Stefan Brecht
Stefan Brecht (* 3. November 1924 in Berlin; † 13. April 2009 in New York) war ein US-amerikanischer Schriftsteller deutscher Herkunft. 

## Leben
Stefan Brecht war der Sohn des Dramatikers Bertolt Brecht und der Schauspielerin Helene Weigel. Er kehrte nach dem Zweiten Weltkrieg nicht mit seiner Familie aus dem amerikanischen Exil nach Deutschland zurück, sondern studierte an der University of California und der Harvard University. Er wurde 1944 zur US-Army eingezogen, aber nicht mehr in den Krieg geschickt. Das Studium schloss er mit einer Promotion in Philosophie ab. Anschließend arbeitete er zunächst an der Pariser École pratique des hautes études, dann als Dozent an der University of Miami. Seit den 1960er Jahren war Brecht Autor zahlreicher Bücher und Gedichtbände.
Mit dem Tod seiner Mutter 1971 trat er gemeinsam mit seiner Schwester Barbara Brecht-Schall und seiner Halbschwester Hanne Hiob in die Rechte am Erbe seines Vaters ein. Er war Erbenbevollmächtigter und kümmerte sich insbesondere um die Rechtewahrnehmung im englischsprachigen Raum.
Stefan Brecht hatte mit der Kostümbildnerin Mary McDonough die Kinder Sarah und Sebastian.

## Werke (Auswahl)
- 1978–1988: The Original Theatre Of The City Of New York, 3 Bände (The Theater Of Visions: Robert Wilson, Queer Theatre, Peter Schumann's Bread And Puppet Theatre)
- 1978: Poems (dt. 1981: Gedichte)
- 2005: 8th Avenue Poems